# Ottbergen (Schellerten)

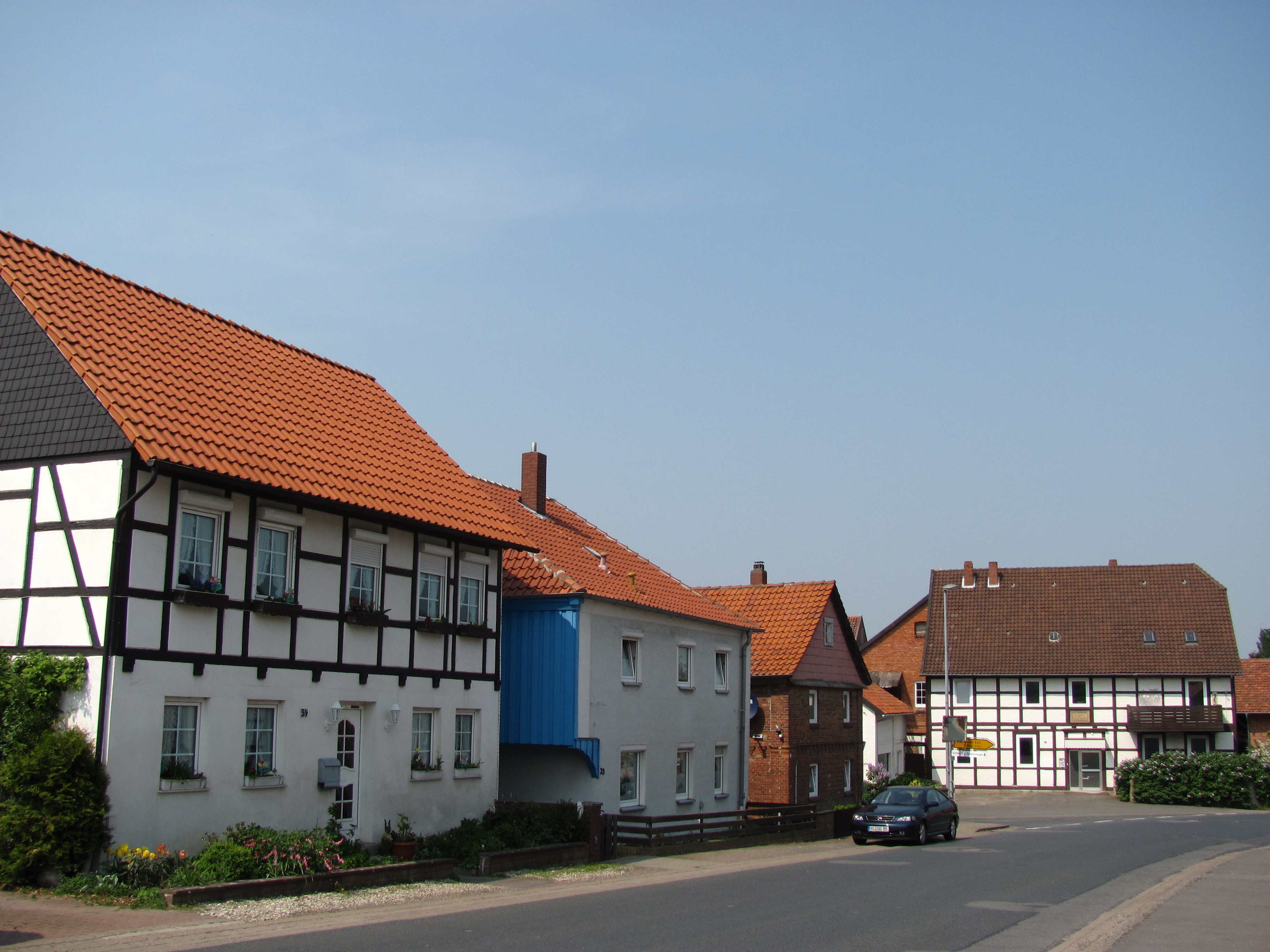
Fachwerk im Ortskern

Ottbergen ist ein Ortsteil der Gemeinde Schellerten im Landkreis Hildesheim, Niedersachsen und liegt in der Hildesheimer Börde am Höhenzug Vorholz unterhalb des Heidelbeerenberges (221 m ü. NN). Das Dorf ist als Wallfahrtsort bekannt. Der Name „Ottbergen“, dessen Schreibweise im Laufe der Jahrhunderte wechselte, lässt sich schwer deuten. Vielleicht trifft die Deutung der ersten Silbe Ott oder Od als das Gut zu; dann hieße Ottbergen nichts anderes als „Gut, das am Berge liegt“.

## Geschichte

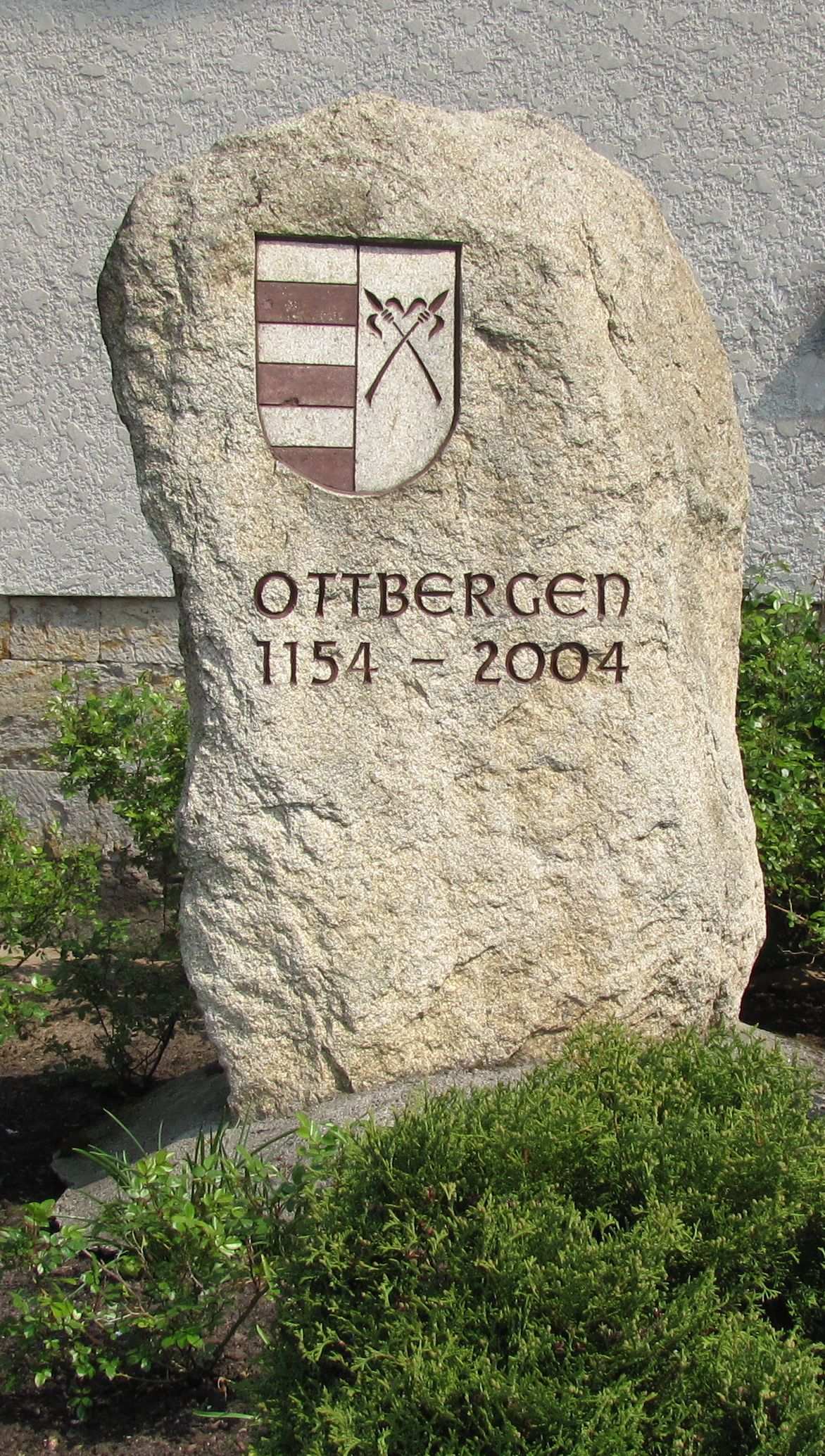
Gedenkstein im Ortskern

Vorgeschichtliche Funde deuten auf eine sehr frühe Besiedlung hin. Vom 3. Juni 1154 datiert die älteste erhaltene Urkunde, die Ottbergen erwähnt, eine Schenkung Heinrichs des Löwen an das Stift Riechenberg bei Goslar. Ein Berthold von Ottbergen, geschrieben Othberch, ist einer der zahlreichen Zeugen bei der Siegelung dieser Schenkung.
Der Ort ist katholisch geprägt und die Reformation wurde nicht eingeführt. Im Dreißigjährigen Krieg lagerten schwedische Truppen in Steinbrück nahe Marienburg und brannten 1633 das Dorf nieder. 1700 wurde die St.-Nikolaus-Pfarrkirche erbaut.
Ottbergen war bis zur Gemeindereform, die am 1. März 1974 in Kraft trat, eine selbständige Gemeinde.

## Politik

### Ortsrat
Ortsbürgermeister ist Werner Glatzel. Dem Ortsrat gehören weitere sechs Mitglieder an.

### Wappen
Das Wappen der Ritter von Tossum, die den Taufstein in der Pfarrkirche stifteten, drei waagerechte Balken, und das Wappen der Ritter von Bortfeld, zwei gekreuzte Lilienstäbe, zieren das Wappen von Ottbergen.

## Kultur und Sehenswürdigkeiten

### Ottberger Lied
Das Ottberger Lied, das gern in geselliger Runde gesungen wird, handelt von dem schönen Dorf am Rande des Harzes. Die Melodie ist „Weißt Du Mutter, was ich 'träumt hab“. Es enthält auch eine volksetymologische Deutung des Ortsnamens:
Es grüßt aus grauer Vorzeit Tagen
ein Sachsendorf vom Bergeshang,
darf Kaiser Ottos Namen tragen,
dess' Ruhm in alle Welten drang.
Sein Vater Heinrich, Sachsenherzog,
er kannte schon den schönen Ort,
und nur der Königskrone wegen
zog er vom Vogelherde fort.

### Kreuzberg und Kreuzwallfahrt
Die Ottberger Wallfahrtstradition am Fest Kreuzerhöhung geht auf die Kreuzesvision eines Schäfers Ende des 17. Jahrhunderts zurück.
Die heutige Kreuzbergkapelle stammt aus dem Jahr 1726. Die neuromanische Vorhalle mit dem Kanzelanbau an der Ost- und dem 25 m hohen Turm an der Westseite wurde 1905 durch Christoph Hehl hinzugefügt. Die vierzehn Kreuzwegstationen an der Allee, die vom Fuß des Berges zur Kapelle führt, wurden in den 1950er Jahren neu gestaltet. Besonders in der Zeit des Bismarckschen Kulturkampfs und wieder während der Zeit des Nationalsozialismus bekam die Ottberger Wallfahrt die Bedeutung einer Glaubensdemonstration. 1935 nahmen 18.000 und 1936 20.000 Teilnehmer an den Pilgerfahrten teil. Die Nationalsozialisten sahen darin eine latente Gefahr und enteigneten das Kloster 1942.
1836 schenkte Papst Gregor XVI. dem Wallfahrtsort eine Kreuzreliquie, die seither am Wallfahrtstag in Prozession von der Pfarrkirche zur Kreuzbergkapelle hinaufgetragen wird, wo sich die Eucharistiefeier anschließt.
Eine Lourdes-Grotte befindet sich etwas unterhalb der Kreuzbergkapelle, am Rand des Prozessionsweges. Sie wurde 1911 vom Hildesheimer Zahnarzt Alexander Schreiber (1858–1925) erbaut; nach mündlicher Überlieferung als Sühne, nachdem eine Patientin nicht mehr aus der Narkose erwacht war. Am 15. August 1911, dem Fest Mariä Himmelfahrt, wurde sie eingeweiht. Der Grabstein von Alexander Schreiber steht noch heute an der St.-Nikolaus-Kirche.

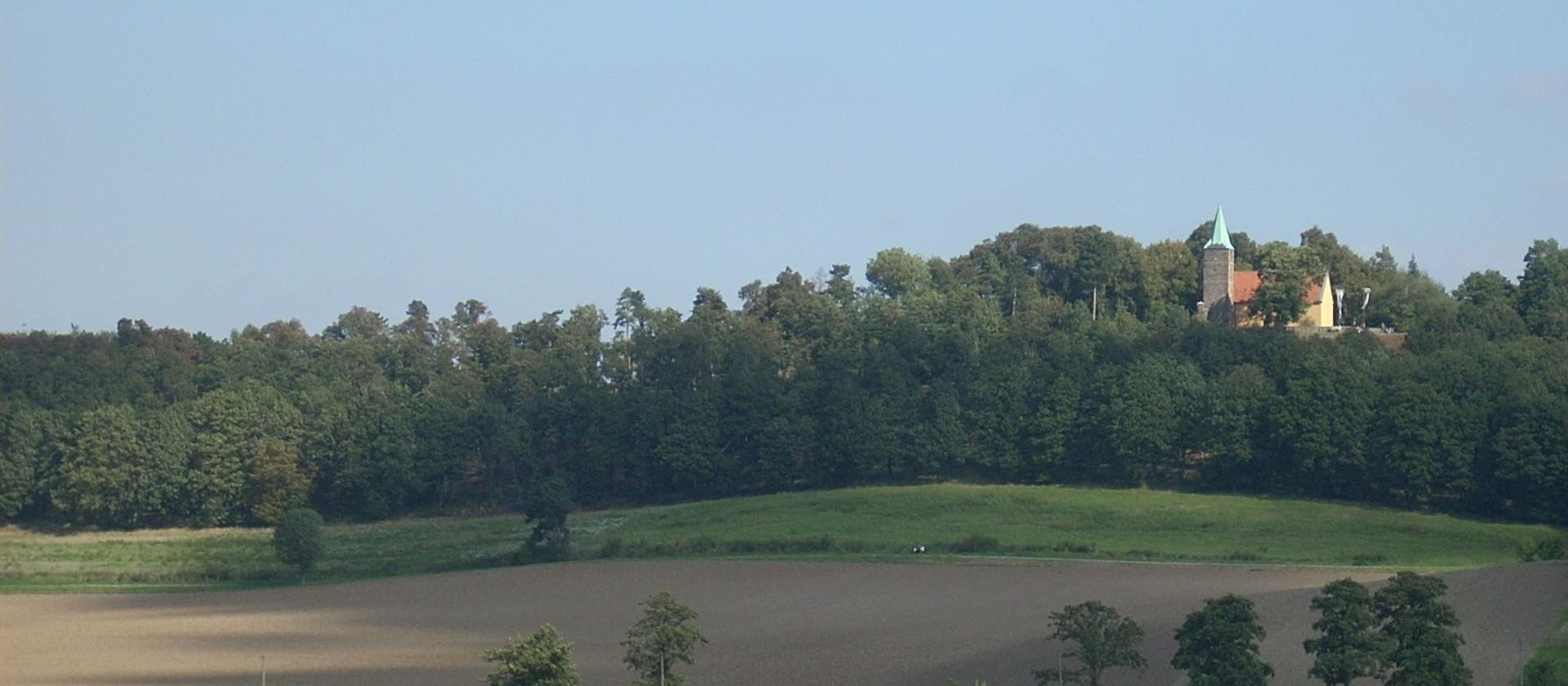
Der Kreuzberg mit der Kreuzbergkapelle
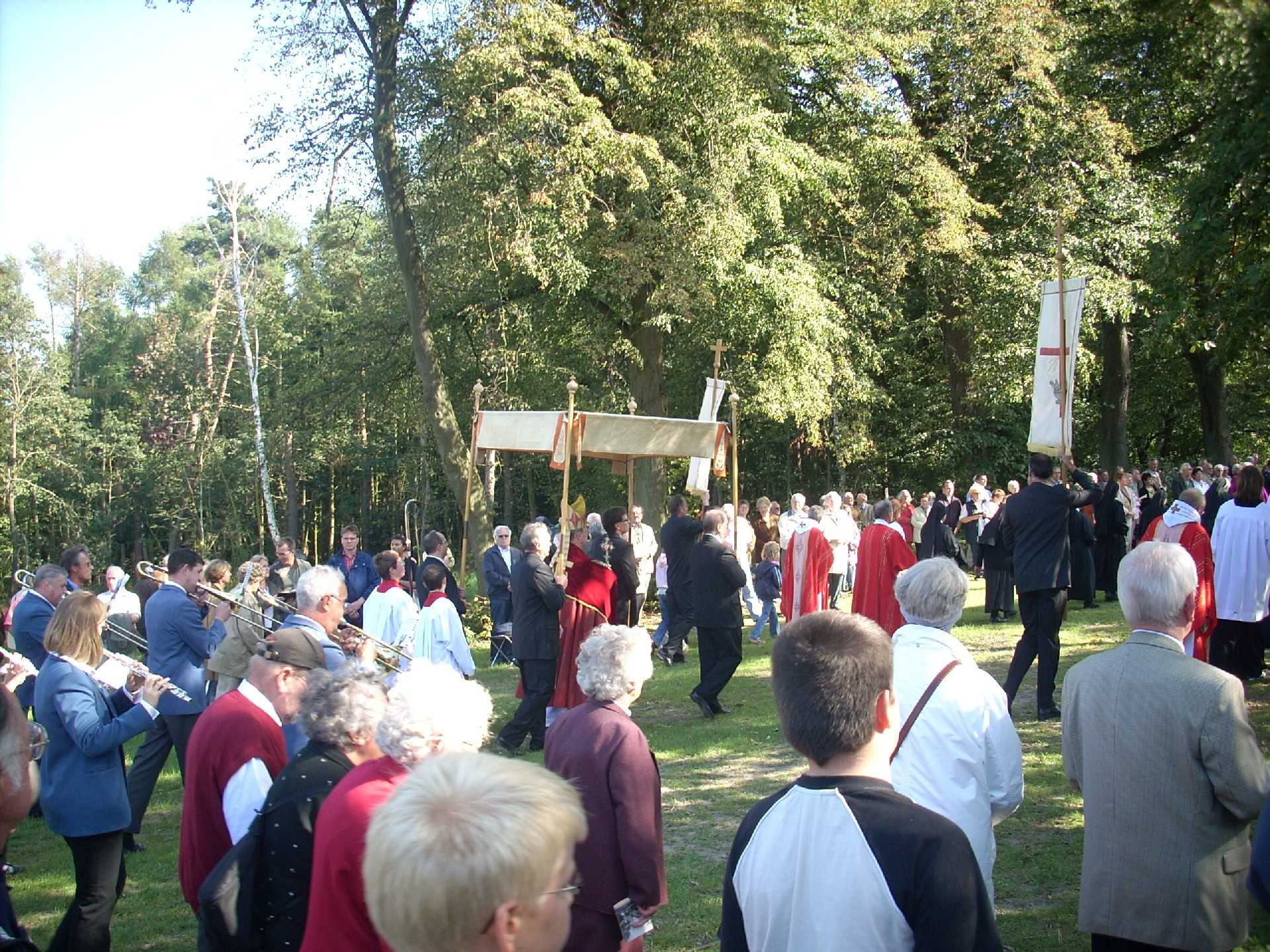
Prozession
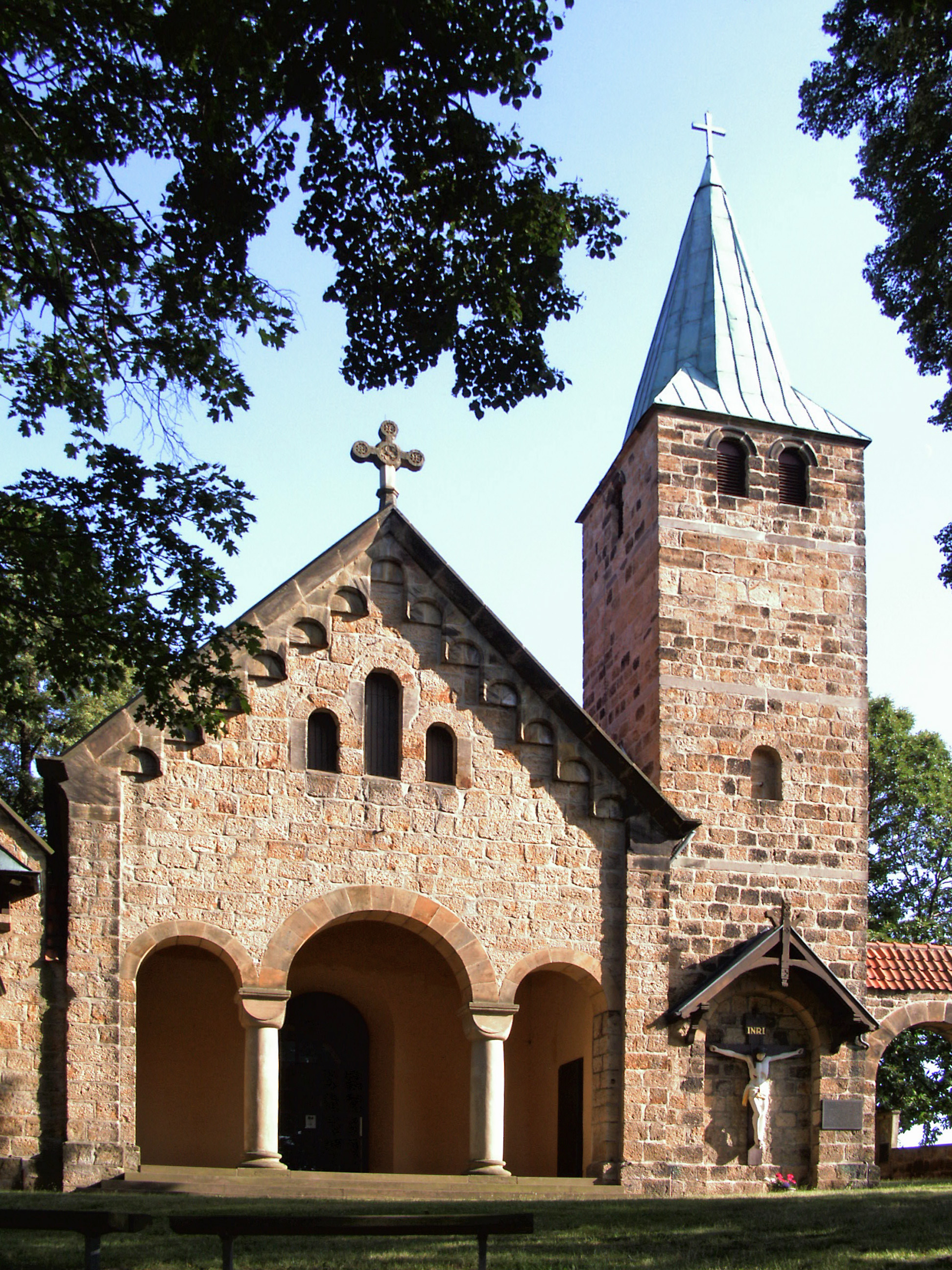
Die Kreuzbergkapelle
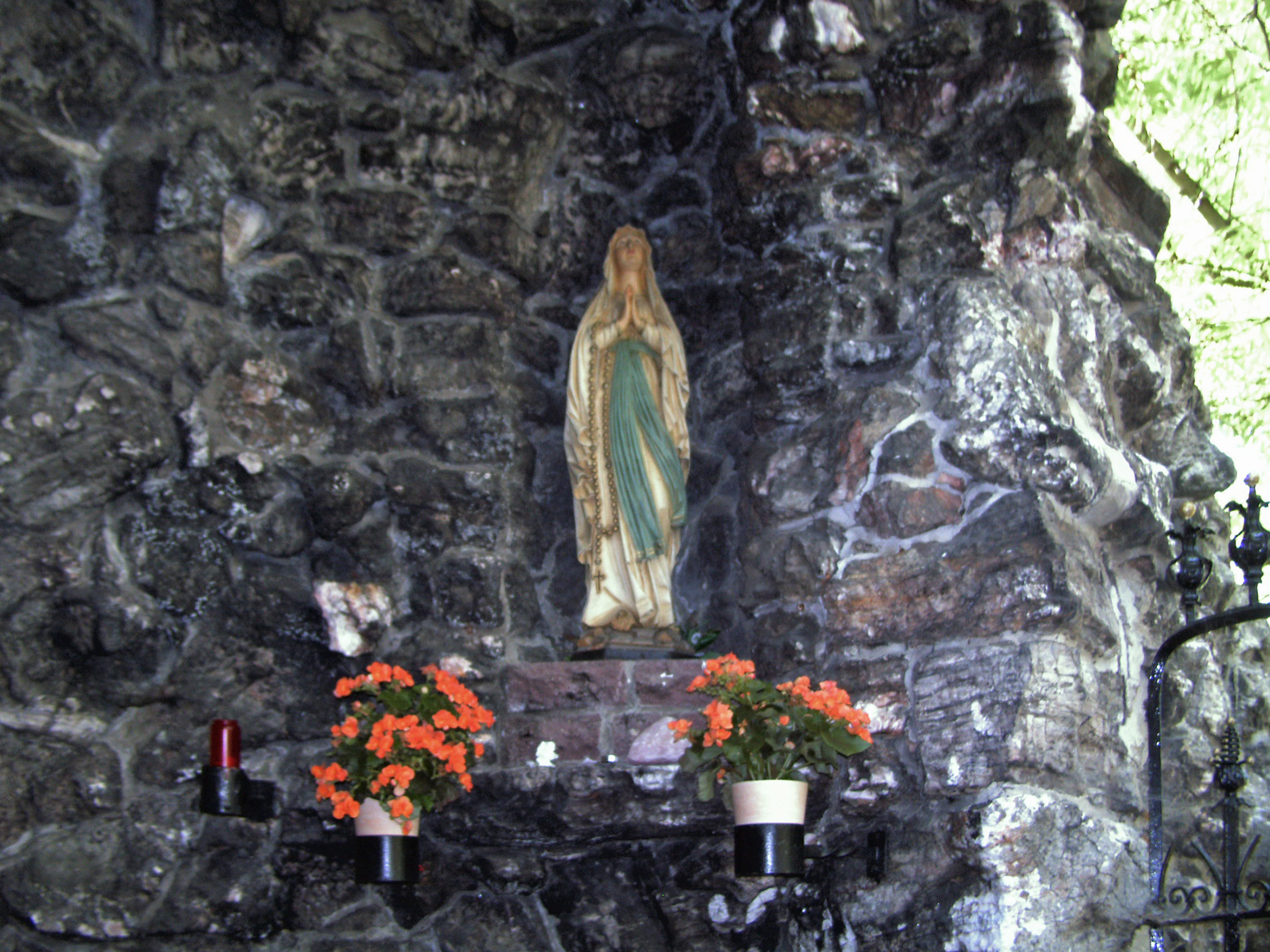
Lourdes-Grotte, Innenansicht

### Franziskanerkloster

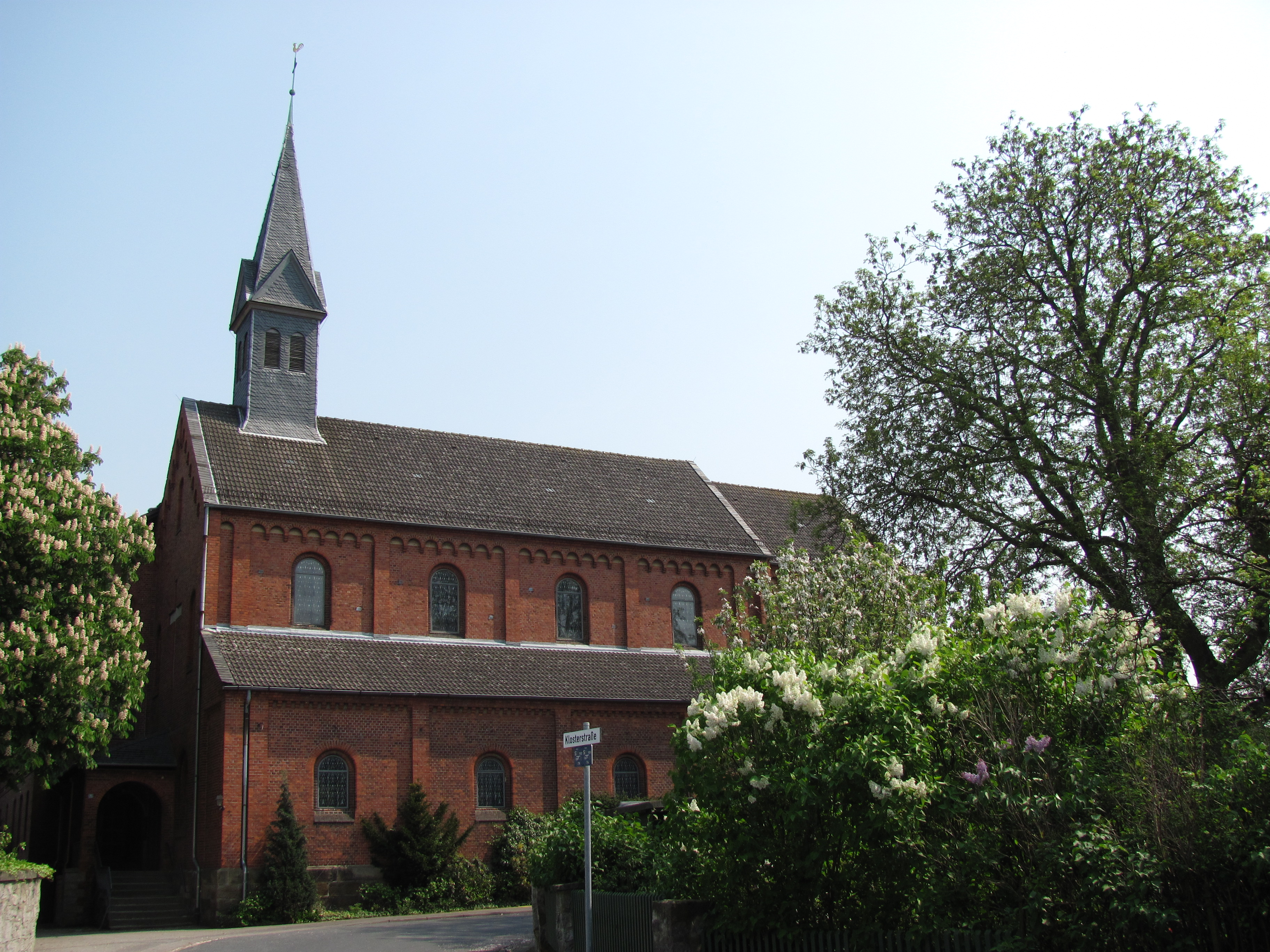
Kirche des Franziskanerklosters

1868 gründeten auf Wunsch des Hildesheimer Bischofs Eduard Jakob Wedekin drei Franziskaner der Thüringischen Franziskanerprovinz dort eine Niederlassung, die 1892 zum Konvent erhoben wurde. 1946 überließ die Thüringische Provinz das Kloster der Schlesischen Franziskanerprovinz, die infolge der Vertreibung ihre Klöster in Schlesien verloren hatte; 1986 wurden die Klöster dieser Ordensprovinz jedoch der Sächsischen Provinz zugeordnet, die 2010 zur Deutschen  Franziskanerprovinz fusionierte. In Ottbergen bestand eine Schule mit Internat, die die Schlesische Provinz 1971 wegen Personalmangels schließen musste. Die Räumlichkeiten wurden für Jugendarbeit und Einkehrtage weiter genutzt. Die Franziskaner waren von ihrem Kloster aus in mehreren Pfarrgemeinden der Umgebung tätig. Im Rahmen der Strukturveränderungen aufgrund von mangelndem Nachwuchs und Überalterung hatte die Sächsische Provinz das Kloster bereits 1992 auf die Liste der elf Niederlassungen gesetzt, die kurzfristig (in drei bis neun Jahren) aufgehoben werden könnten oder müssten; die deutschen Franziskaner blieben jedoch bis 2012. Seit 2012 leben polnische Minoriten in Ottbergen, die die Wallfahrt betreuen.
Die Klosterkirche wurde 1900/01 im Stil der Neoromanik von dem Hildesheimer Baumeister Richard Herzig aus rotem Backstein erbaut. Sie hat einen Dachreiter statt eines Turmes. Das Kirchenschiff ist rund 10 m hoch, 16 m breit und bis zur Apsis 29,5 m lang.

### Pfarrkirche
Die katholische Pfarrkirche St. Nikolaus hat einen rund 32 m hohen romanischen, quadratischen Westturm von 8 × 8 m Seitenlänge, dessen Wände im Erdgeschoss 1,5 m dick sind. Die Laternenhaube des Turmes stammt aus der Zeit des Barock. Am Eingang des Turmes ist ein Taufstein aus Sandstein mit flachen Reliefs aus der Zeit um 1600 beachtenswert. Das Kirchenschiff mit Gewölbe, Strebepfeilern und einem Satteldach ist 26 m lang, 9,5 m breit und 7,5 m hoch. Es wurde um die Mitte des 18. Jahrhunderts vollendet. Das Innere der Kirche wurde nach der Liturgiereform des Zweiten Vatikanischen Konzils erheblich verändert. Aus dem 18. Jahrhundert stammen noch der Beichtstuhl von 1768, die Kanzel und die Orgelempore von 1789. Die Orgel wurde 1892 gebaut, sie hat 2 Manuale und 19 Register. Zu den ältesten Stücken der Ausstattung der Kirche zählen eine Pietá aus der 2. Hälfte des 16. Jahrhunderts sowie ein farbiges Holzrelief mit einer Kreuzigungsgruppe aus der 1. Hälfte des 17. Jahrhunderts. Auf dem Friedhof neben der Kirche befindet sich der Grabstein von Alexander Schreiber, dem Erbauer der Lourdes-Grotte.
Zur Pfarrei St. Nikolaus gehört auch die Kirche in Farmsen sowie seit dem 1. November 2014 auch die Kirchen in Bettmar, Dingelbe, Dinklar, Nettlingen und Wöhle.

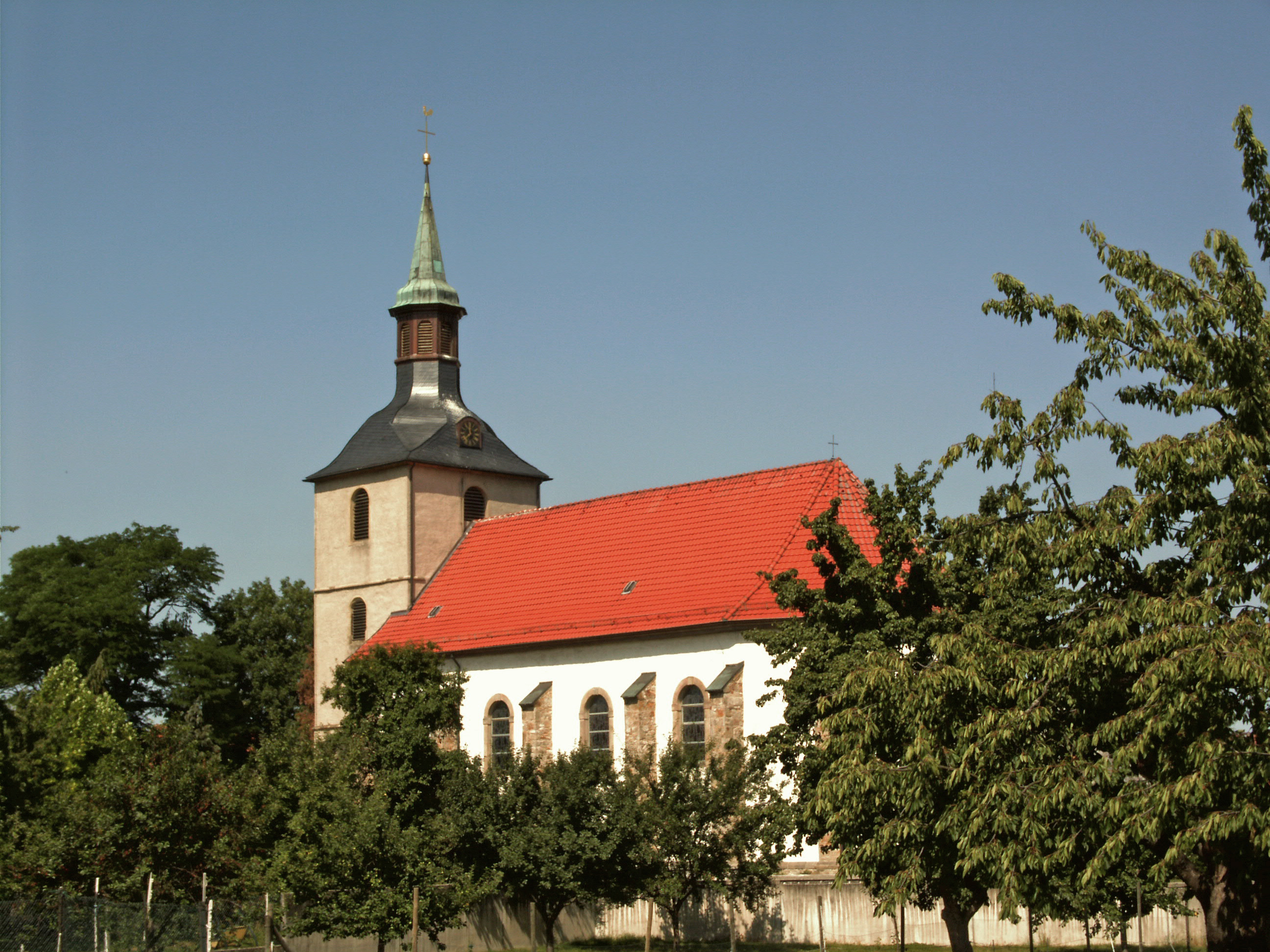
St. Nikolauskirche
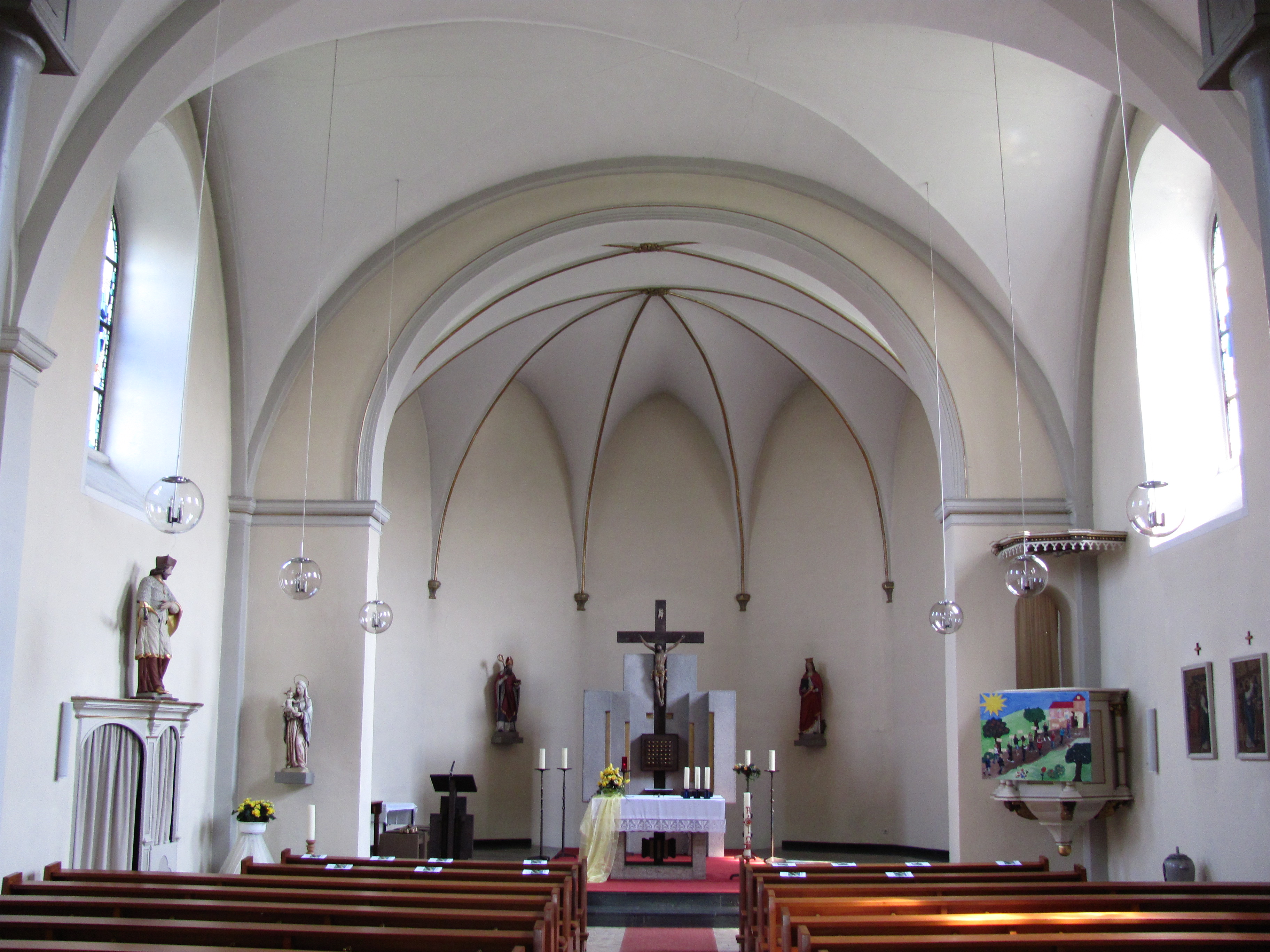
St. Nikolauskirche, Inneres
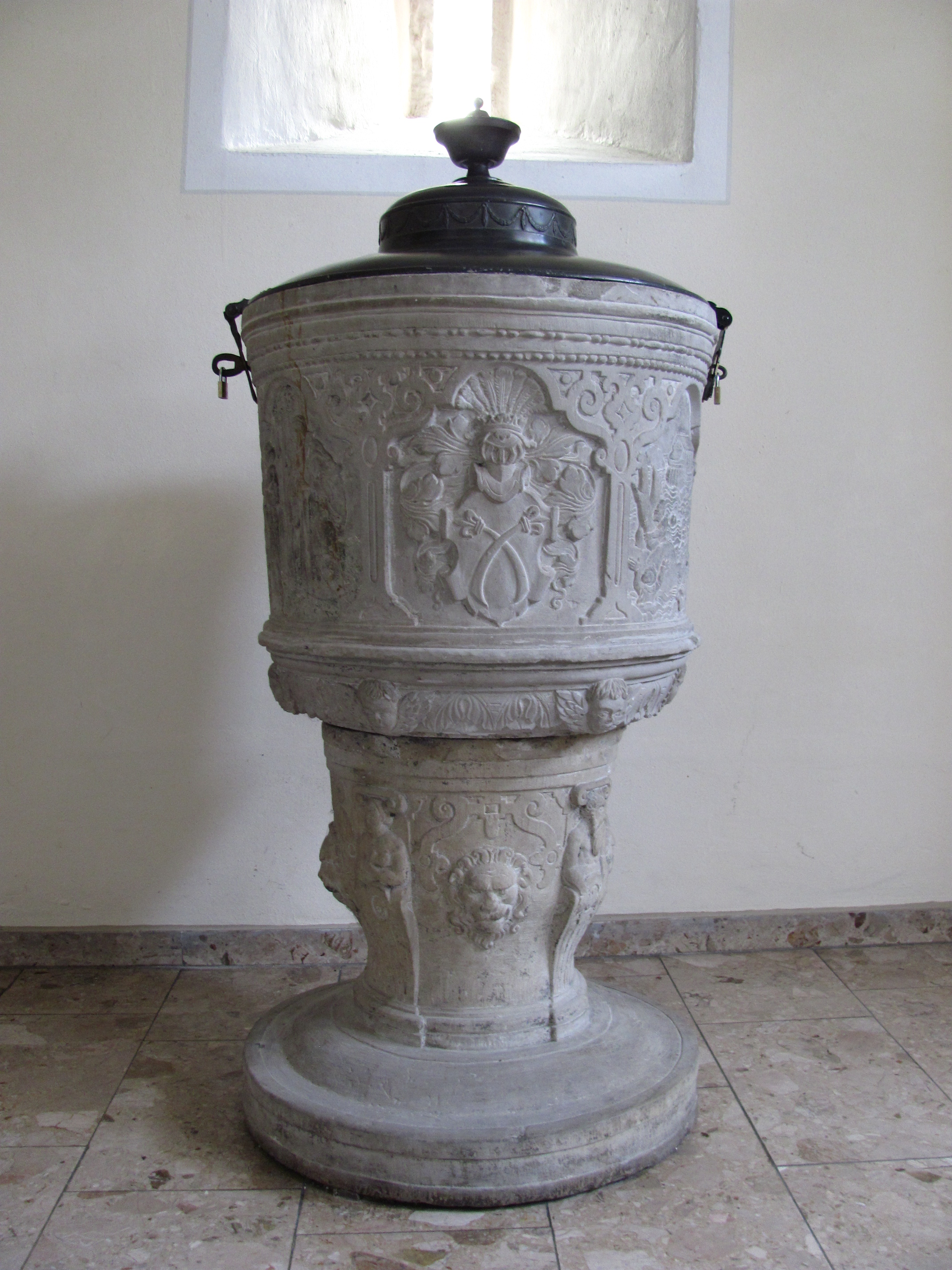
St. Nikolauskirche, Taufstein
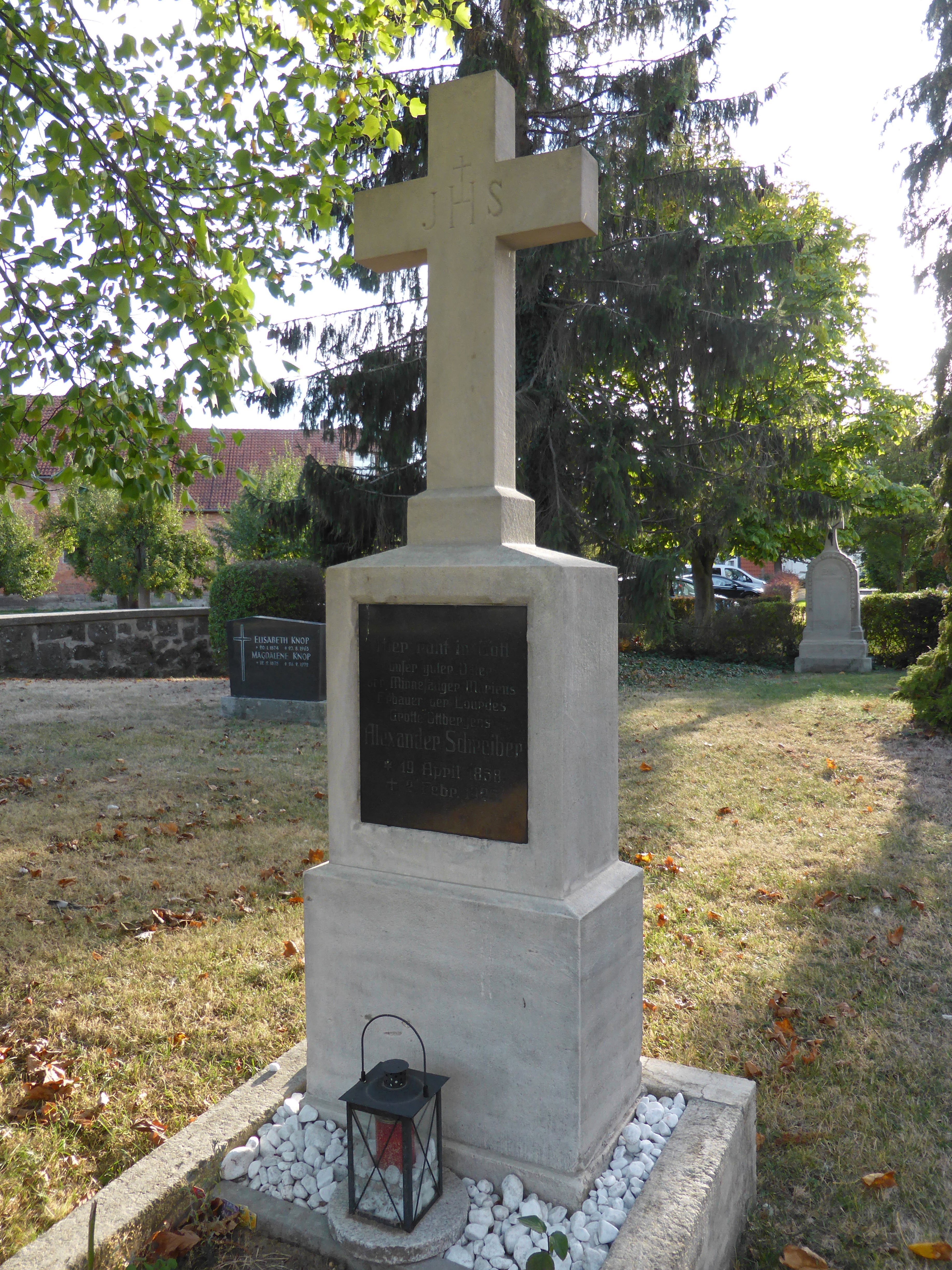
Grabstein von Alexander Schreiber

### Weitere Sehenswürdigkeiten
- An verschiedenen Stellen im alten Ortskern Ottbergens sind gut erhaltene Bauern- und Fachwerkhäuser sehenswert.
- In der Hauptstraße erinnert ein Gedenkstein an die erste urkundliche Erwähnung Ottbergens im Jahre 1154.
- In Ottbergen gibt es die Richard-von-Weizsäcker-Oberschule, die auf der anderen Seite des Kappellenberges am Waldrand liegt.

## Persönlichkeiten
- Georg Wolpers (1865–1948), Historiker und Heimatforscher
- Wolf-Günter Wiesel (* 1947), Fußballschiedsrichter und Sportfunktionär